# Земля против паука (фильм, 2001)
«Земля против паука» — американский телевизионный фантастический фильм режиссёра Скотта Зила. Премьера состоялась на канале Cinemax 7 октября 2001 года.
Название взято из фильма 1958 года, с которым данная картина не имеет ничего общего, кроме названия и жанровой принадлежности.

## Сюжет
Главный герой фильма — молодой охранник Квентин, застенчивый и физически слабый, подвергающийся частым насмешкам и нападкам со стороны хулиганов. Квентин зачитывается комиксами о пауке — мстителе и собирает его игрушечные фигурки. Приятель Квентина работает продавцом в магазине комиксов и игрушек, связанных с ними. Квентин знакомится с соседкой по имени Стефани и влюбляется в неё. Девушка отвечает Квентину взаимностью. Однажды вечером Квентин идёт на дежурство в лабораторию, где проводятся опыты над пауками. С ним дежурят двое более старших и опытных полицейских. Лаборатория подвергается нападению преступника в маске. Преступнику удаётся уйти, а один из полицейских погибает и лаборатории наносится серьёзный ущерб. Квентин, убитый тем что его напарник мертв, идет в комнату где проводились опыты над пауком, подходит к аппарату, вкалывающему инъекции пауку, и подставляет свою руку под шприц. Аппарат вкалывает ему инъекцию красного цвета. Вскоре Квентин замечает, что он начинает меняться. Физическая сила юноши увеличивается, он становится более быстрым и ловким. Затем на теле у Квентина начинает появляться паучья шерсть. Потом изо рта вырастают паучьи хелицеры. Квентин начинает испытывать сильный голод. У него появляется желание питаться соками человеческого тела. Квентин не может ничего поделать с собой. Сначала он убивает двух местных хулиганов, которые постоянно приставали к нему и Стефани. Затем Квентин начинает убивать жителей города. Тела убитых выглядят как высушенные мумии. Загадочные убийства расследует полицейский Джек Грилло, переживающий депрессию и разрыв в отношениях с изменяющей ему женой. Вскоре любимая жена погибает от Квентина. Трансформации тела Квентина становятся всё сильнее и сильнее. Он запирается в своей квартире и никого не пускает. Стефани безуспешно пытается выяснить, что происходит с парнем. Квентин приходит в магазин к своему другу и спрашивает того, как можно убить паука-мстителя. Ошеломлённый друг говорит, что паука можно убить только выстрелом в сердце. Сдерживая свои животные инстинкты, Квентин уходит, не тронув друга. Квентин подкарауливает Стефани и хватает её. Он приносит Стефани в подвал дома и с помощью паутины приковывает её к стене. В подвал заходит детектив Грилло, вышедший на след Квентина. Квентин кричит тому, чтобы он стрелял ему в сердце и прыгает к Стефани. Полицейский стреляет и пуля попадает монстру в сердце. Глядя на свою любимую, счастливый Квентин умирает.

## В ролях
| Актёр            | Роль                           |
| ---------------- | ------------------------------ |
| Девон Гаммерсол  | Квентин Кеммер                 |
| Амелия Хейнл     | соседка Квентина Стефани Льюис |
| Дэн Эйкройд      | детектив-инспектор Джек Грилло |
| Тереза Расселл   | жена детектива Трикси Грилло   |
| Джон Чо          | приятель Квентина Хан          |
| Кристофер Казинс | офицер Уильямс                 |
| Педро Паскаль    | парень-гот                     |

## Аллюзии
Фильм во многом ссылается на человека-паука. Паук-мститель из комиксов, с которым отождествляет себя Квентин, также сильно напоминает человека-паука, за исключением наличия шести рук и злобного нрава. К тому же в мультсериале "Человек-паук" 1994 года (Spider-Man: The Animated Series) в ходе второго сезона ("Неогенный кошмар", эпизоды с 14 по 27) Питер Паркер претерпевает аналогичную метаморфозу, постепенно превращаясь в паука-монстра. Идея превращения человека в членистоногое тоже не нова. Она уже использовалась в 50-60-е годы в картинах «Муха» и «Ужас паучьего острова».

## Отзывы
Издание TV Guide оценило фильм на 2 балла из 4, раскритиковав актёрскую игру Девона Гаммерсола и плохие спецэффекты.

## Номинации
Картина номинировалась на кинопремию Сатурн как лучший телевизионный фильм 2001 года.